# Distichophyllum carinatum
Distichophyllum carinatum là một loài Rêu trong họ Hookeriaceae. Loài này được Dixon & W.E. Nicholson mô tả khoa học đầu tiên năm 1909.